# Gloss (revista)
Gloss foi uma revista publicada pela Editora Abril e que tem as mulheres entre 18 e 28 anos como público-alvo. A primeira edição circulou em outubro de 2007. Em 02 de Agosto de 2013 foi anunciado o fim da circulação devido ao baixo índices de vendas.
| Mês            | Estrela            |
| -------------- | ------------------ |
| Março/2011     | Milena Toscano     |
| Fevereiro/2011 | Ísis Valverde      |
| Janeiro/2011   | Thaila Ayala       |
| Dezembro/2010  | Fernanda Souza     |
| Novembro/2010  | Mariana Ximenes    |
| Outubro/2010   | Carolina Dieckmann |
| Setembro/2010  | Nathalia Dill      |
| Agosto/2010    | Mayana Moura       |
| Julho/2010     | Débora Falabella   |
| Junho/2010     | Lady Gaga          |
| Maio/2010      | Kristen Stewart    |
| Abril/2010     | Isabeli Fontana    |
| Março/2010     | Daniele Suzuki     |
| Fevereiro/2010 | Beyoncé            |
| Janeiro/2010   | Camila Trindade    |
| Dezembro/2009  | Grazi Massafera    |
| Novembro/2009  | Claudia Leitte     |
| Outubro/2009   | Alinne Moraes      |
| Setembro/2009  | Flávia Alessandra  |
| Agosto/2009    | Cléo Pires         |
| Julho/2009     | Vanessa Giácomo    |
| Junho/2009     | Fernanda Machado   |
| Maio/2009      | Taís Araújo        |
| Abril/2009     | Angélica           |
| Março/2009     | Juliana Paes       |
| Fevereiro/2009 | Ísis Valverde      |
| Janeiro/2009   | Letícia Birkheuer  |
| Dezembro/2008  | Fernanda Lima      |
| Novembro/2008  | Mariana Ximenes    |
| Outubro/2008   | Gisele Bundchen    |
| Setembro/2008  | Carolina Dieckmann |
| Agosto/2008    | Scarlett Johansson |
| Julho/2008     | Paola Oliveira     |
| Junho/2008     | Ivete Sangalo      |
| Maio/2008      | Madonna            |
| Abril/2008     | Deborah Secco      |
| Março/2008     | Angelina Jolie     |
| Fevereiro/2008 | Débora Falabella   |
| Janeiro/2008   | Cléo Pires         |
| Dezembro/2007  | Alinne Moraes      |
| Novembro/2007  | Grazi Massafera    |
| Outubro/2007   | Gisele Bundchen    |